# Beyrie-sur-Joyeuse
Beyrie-sur-Joyeuse is een gemeente in het Franse departement Pyrénées-Atlantiques (regio Nouvelle-Aquitaine) en telt 505 inwoners (2005). De plaats maakt deel uit van het arrondissement Bayonne.

## Geografie
De oppervlakte van Beyrie-sur-Joyeuse bedraagt 24,2 km², de bevolkingsdichtheid is 20,9 inwoners per km².
De onderstaande kaart toont de ligging van Beyrie-sur-Joyeuse met de belangrijkste infrastructuur en aangrenzende gemeenten.

## Demografie
Onderstaande figuur toont het verloop van het inwonertal (bron: INSEE-tellingen).

1. ↑  Populations de référence 2022.